# Haka
Haka (pronunciado ['xa ka]) es una palabra maorí para referirse a uno de los tipos especiales de kapa haka o artes escénicas folclóricas grupales características de la cultura maorí de Nueva Zelanda, en la que se combinan cantos, movimientos, voces y gestos vigorosos sincronizados. La característica distintiva del haka es la de ser una danza/canción de desafío, que suele usarse en las guerras o confrontaciones deportivas, aunque también sirve para honrar a los invitados y mostrar la importancia de un encuentro puntual, como sucede con los cumpleaños, casamientos y funerales. Expresan mensajes desafiantes y competitivos, pero también de hospitalidad y respeto. En español no tiene un género gramatical preciso y suele ser considerada tanto una palabra de género femenino (la haka), como masculino (el haka), utilizándose a veces el plural sin ese (los/las haka) y en otros casos con ese (los/las hakas).
Los hakas más conocidos fuera de Nueva Zelanda son los dos que ejecuta la selección de rugby, los célebres All Blacks, antes de iniciar un partido, de cara a sus contrincantes, pero existen muchos otros hakas y modalidades de ejecución.
El seleccionado de rugby de Nueva Zelanda adoptó como costumbre y símbolo nacional realizar un haka antes de cada partido internacional, ejecutado tanto por los jugadores maoríes como no maoríes. Esta tradición deportiva comenzó con la gira del equipo de rugby New Zeland Natives en 1888 y 1889 y continúa hasta el día de hoy con los All Blacks, hasta el punto de convertir al haka en una ceremonia distintiva del rugby neozelandés de selección, aceptada oficialmente por la asociación mundial de dicho deporte. La costumbre de realizar el haka antes de cada partido internacional también ha sido adoptada por la selección femenina de rugby de Nueva Zelanda, así como por los equipos internacionales neozelandeses de otras disciplinas deportivas.

## Etimología

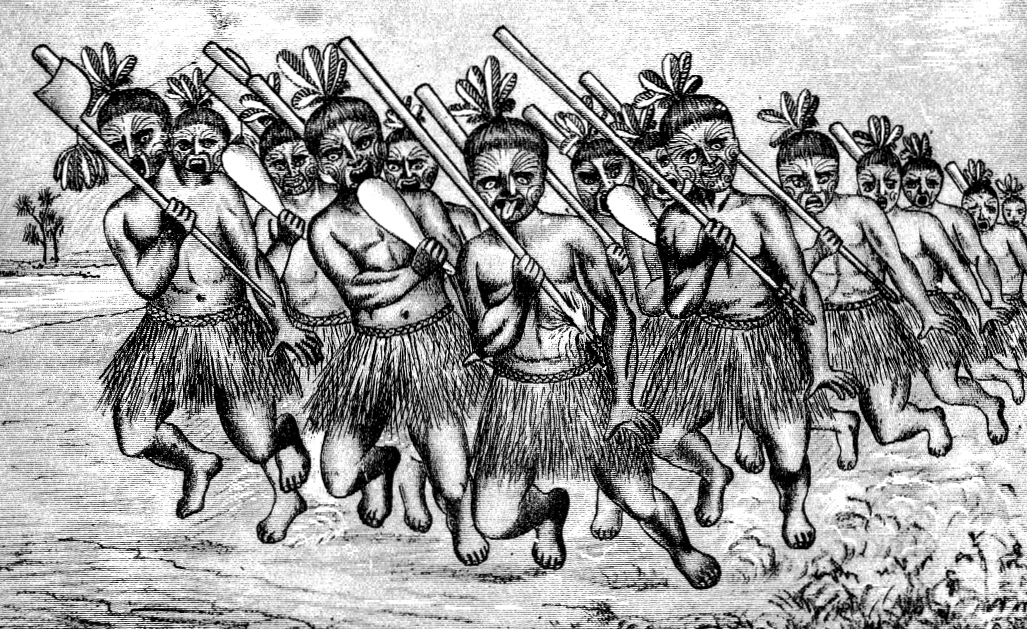
Ilustración de un haka guerrero maorí del.

La palabra maorí haka tiene conexo con otras lenguas polinesias, por ejemplo: Tongan haka, «movimiento de manos al cantar»; Samoan sa’a, Tokelau haka, Rarotonan’aka, ha’a hawaiano, haka marquesano, todos significan «baile»; mangarevan’aka, «bailar de manera tradicional; baile acompañado de canto, normalmente de naturaleza bélica». En algunas lenguas, este significado es divergente, por ejemplo: en Tikopia saka significa «realizar los ritos en el sistema ritual tradicional». La forma reconstruida del protopolinesio es saka, que se deriva del protoceánico saŋka. También está relacionada con las lenguas austronesias, como el bisaya y el tagalo sayaw, que significa baile o arte marcial.

## Origen
Según el especialista en lengua maorí Tīmoti Kāretu, el haka ha sido «erróneamente definido como danza guerrera por generaciones de desinformados», pues la mitología maorí sitúa al haka como la danza para la «celebración de la vida». De acuerdo al relato maorí sobre la creación del mundo, el Dios Sol, Tama-nui-te-rā, tenía dos esposas: la Dama del Verano, Hine-raumati, y la Dama del Invierno, Hine-takurua. El haka se relaciona con la Dama del Verano. Dice la leyenda que con la llegada de Hine-raumati (la Dama del Verano), su presencia podía ser vista en los días calurosos y tranquilos, como una aparición temblorosa en el aire. Ese temblor del aire fue considerado por los maoríes como el haka (la danza) que Tāne-rore, el hijo de la Dama del Verano, realizaba junto a su padre el Dios Sol (Tama-nui-te-rā). De este modo, el haka es y representa el fenómeno natural que se produce en los días calurosos de verano, debido a la distorsión atmosférica del aire, expresado en el «Haka a Tānerore».

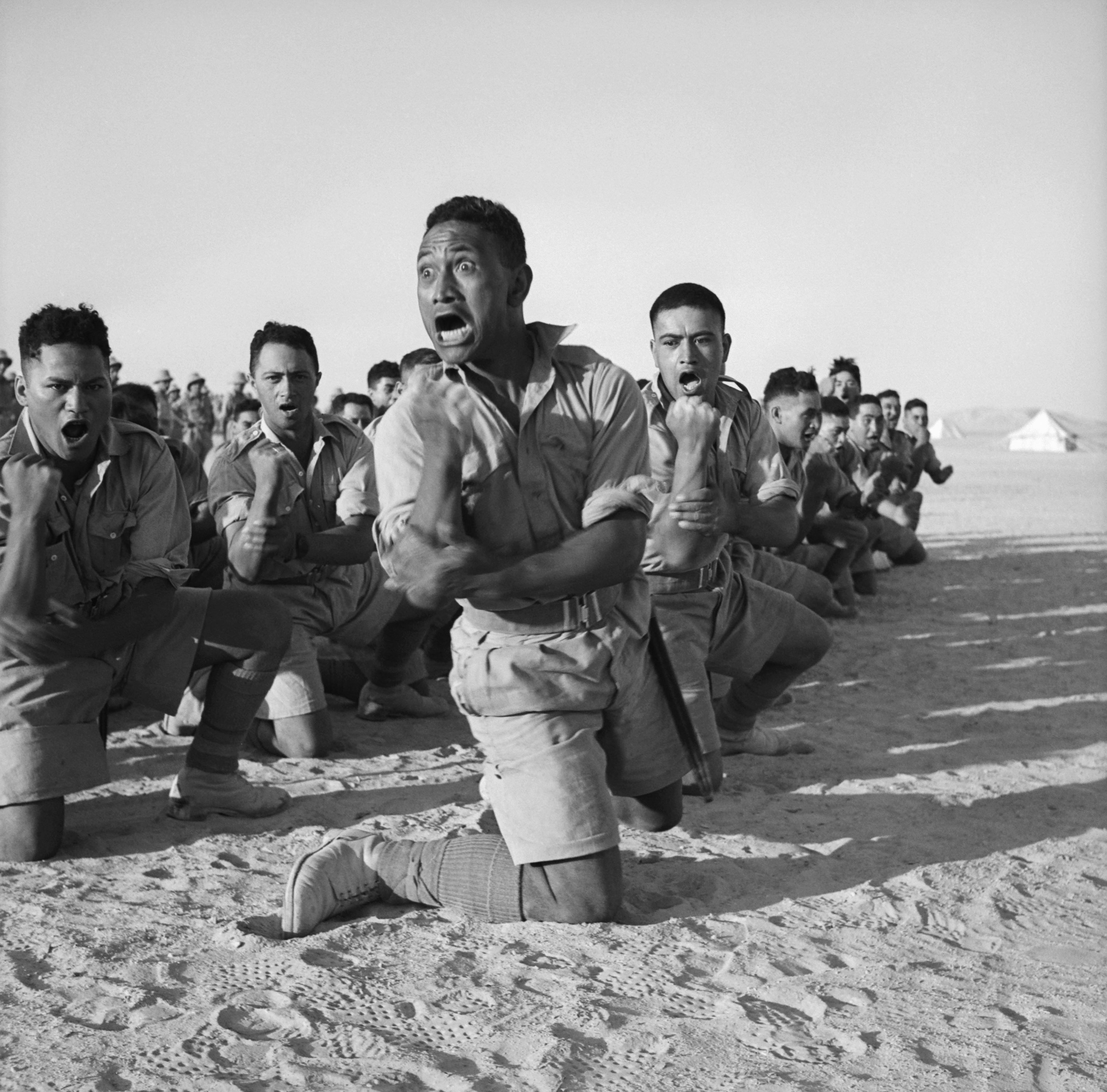
Soldados del "Batallón Maorí" del ejército de Nueva Zelanda, que participaron en la batalla de Grecia, realizan un haka en Helwan, Egipto, durante la Segunda Guerra Mundial.

Haka es una palabra genérica para referirse a todo tipo de danza o espectáculo ceremonial que involucra movimiento. Los varios tipos de haka incluyen whakatū waewae, tūtū ngārahu y peruperu. El tūtū ngārahu involucra saltar de un lado a otro, mientras que en el whakatū waewae no hay saltos. Otro tipo de haka realizado sin armas es el ngeri, cuyo propósito era motivar psicológicamente a un guerrero. Los movimientos son muy amplios y se espera que cada intérprete exprese sus sentimientos. El Manawa wera haka se asociaba generalmente con funerales u otras ocasiones en las que se producía la muerte. Al igual que los ngeri, se representaban sin armas y había poco o ningún movimiento coreografiado.
En su origen, los guerreros bailaban el haka de guerra (peruperu) antes de una batalla, para así proclamar su fuerza y destreza e intimidar a los oponentes. En el curso de una actuación se realizan varias acciones, como contorsiones faciales, mostrar la parte blanca de los ojos (pūkana), los hombres sacan la lengua (whetero) y las mujeres muestran los dientes, una amplia variedad de acciones corporales vigorosas como golpear el cuerpo con las manos y pisar con los pies. Además de las palabras cantadas, se utilizan una variedad de gritos y gruñidos. El haka puede entenderse como una especie de sinfonía en la que las diferentes partes del cuerpo representan instrumentos. Las manos, los brazos, las piernas, los pies, la voz, los ojos, la lengua y el cuerpo en su conjunto se combinan para expresar coraje, molestia, alegría u otros sentimientos relevantes para el propósito de la ocasión.

## Elhakaen la actualidad

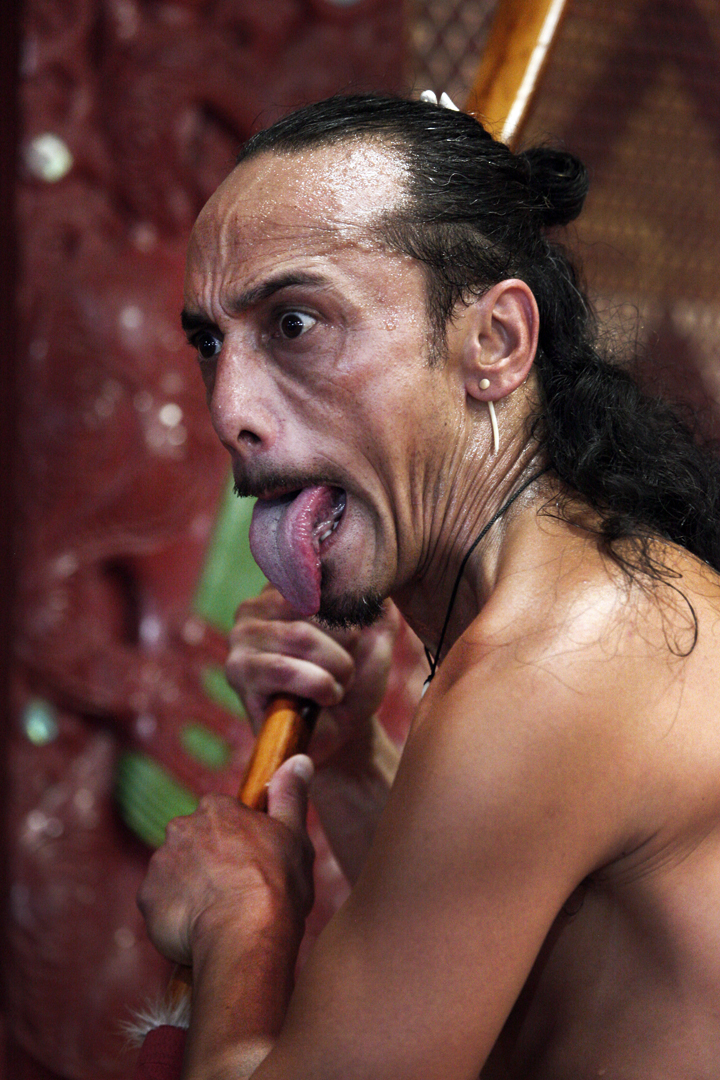
El gesto sacando la lengua es una de las características destacadas del haka.

En la actualidad el haka es una tradición folclórica presente en el pueblo maorí neozelandés. Los haka se bailan para dar la bienvenida a huéspedes distinguidos, para reconocer grandes logros, para celebrar ocasiones especiales, para expresar las emociones en los funerales y bodas, etc. En los tiempos modernos se han compuesto varios haka para ser interpretados por mujeres e incluso niños.

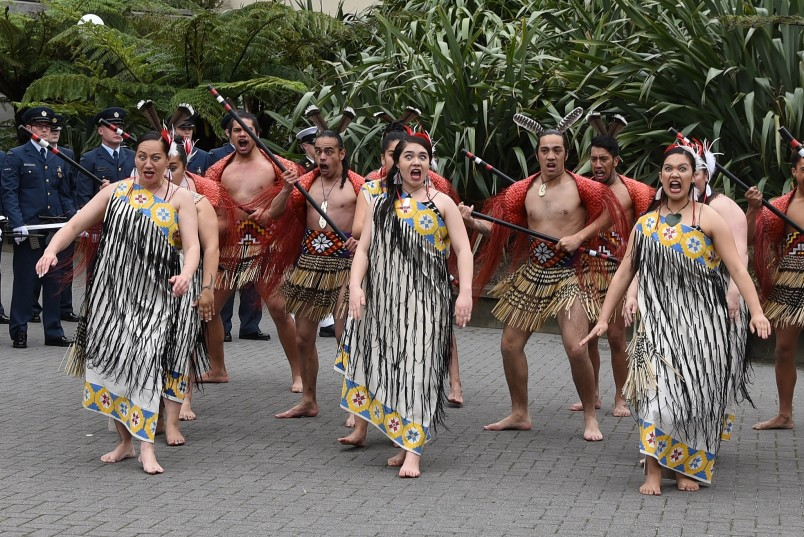
Haka powhiri, ejecutado por mujeres.

El haka tuvo un lugar central en la lucha contra el racismo en Nueva Zelanda, cuando en 1979 se produjo el Incidente de la Fiesta del Haka. Cada año, los estudiantes de ingeniería de la Universidad de Auckland realizaban en la universidad una denominada «Fiesta del Haka», en la que parodiaban el haka, pintando genitales masculinos en sus cuerpos y realizando gestos obscenos de contenido sexual. La comunidad maorí hacía años que venía solicitando a la Universidad que pusiera fin a esos actos, pero sus autoridades desechaban las peticiones con el argumento de que se trataba de «un poco de diversión». Hasta que en 1979, el grupo He Taua, integrado por jóvenes militantes maoríes, se hizo presente en la fiesta cuestionando su contenido racista, desencadenando un enfrentamiento a puños con los estudiantes de ingeniería dentro de la universidad. Varios jóvenes maoríes fueron detenidos y llevados a juicio, mientras que el hecho era presentado por la Universidad y los medios de comunicación siguiendo el estereotipo que asociaba la cultura maorí con la violencia y el delito. Pero el juicio contra los jóvenes maoríes produjo un movimiento de protesta en el que por primera vez quedó en evidencia el racismo cultural e institucional en Nueva Zelanda, poniendo en entredicho la imagen de sociedad tolerante que tenía el país.
Con la profesionalización y la difusión mediática del rugby, el haka ejecutado por la selección neozelandesa, los célebres All Blacks, se convirtió en un espectáculo de alto impacto cultural y comercial de alcance mundial. Los All Blacks ejecutaban la parte final de un antiguo haka tradicional titulado «Ka Mate» (¿Moriré?). «Ka Mate» había sido compuesto a comienzos del siglo XIX por Te Rauparaha (años 60 del siglo XVIII-1849), un caudillo de la iwi (tribu) Ngāti Toa. Está clasificado como un haka taparahi (un haka ceremonial) y se refiere a la astuta artimaña que Te Rauparaha utilizó para burlar a sus enemigos, constituyendo «una celebración del triunfo de la vida sobre la muerte».
Pero la difusión masiva de «Ka Mate» y su uso comercial en todo el mundo produjo un fuerte impacto en la cultura maorí y muy puntualmente para la iwi Ngāti Toa, debido a que se ignoraba la autoría y significado original de dicho haka, siendo incluso utilizado en propagandas comerciales. Esa circunstancia llevó a Ngāti Toa a demandar al gobierno neozelandés y la Unión de Rugby, debido a que habían causado que «Ka Mate» se convirtiera en «el más representado, el más difamado, el más maltratado y el más abusado de todos los hakas».
En 2009 el gobierno neozelandés aceptó firmar un acuerdo en el que reconoce la autoría de Te Rauparaha y los derechos de la iwi sobre la obra, obligándose a pagar 157 millones de dólares a ocho tribus maoríes, integradas por unas 12 000 personas.

## Hakaen el deporte

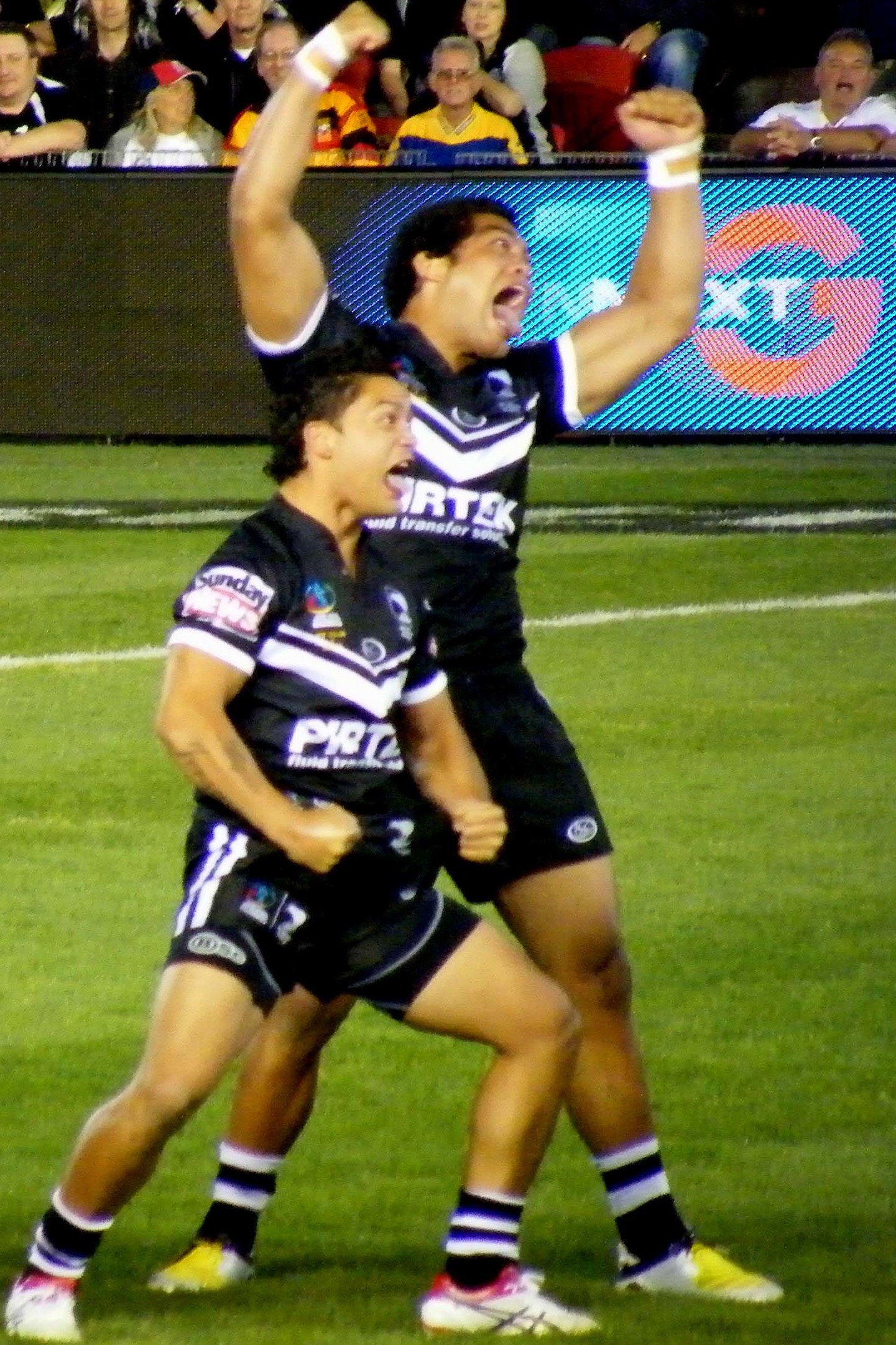
Los jugadores de rugby league Adam Blair y Issac Luke, durante la ejecución del haka.

El haka se ha vuelto una tradición en los encuentros deportivos internacionales, como un símbolo de la identidad nacional neozelandesa. Iniciada por el seleccionado masculino de rugby a fines del siglo XIX, la excelencia en la práctica de ese deporte por parte de los All Blacks, llevó a que la danza ritual se volviera célebre en todo el mundo. Actualmente el haka se suele ver escenificado instantes antes del inicio de cada partido por parte de diversos seleccionados deportivos neozelandeses, con el doble objetivo de intimidar a los adversarios, pero también expresarles respeto y hospitalidad. Cada seleccionado elige el haka que habrá de ejecutar antes de cada encuentro.

### All Blacks (varones)
Los All Blacks ejecutan dos hakas, el tradicional folclórico haka «Ka Mate» (¿Moriré?), utilizado desde 1905, y un nuevo haka titulado «Kapa O Pango» (All Blacks), compuesto especialmente para el equipo y utilizado desde 2005 en ocasiones especiales.

#### Haka«Ka Mate» (¿Moriré?)
«Ka Mate» (¿Moriré?) es un haka maorí compuesto en el siglo XIX por el rangatira maorí Te Rauparaha, caudillo de la iwi Ngāti Toa, de la Isla Norte de Nueva Zelanda. Lao compuso como celebración de la vida sobre la muerte, después de su milagrosa escapada de sus enemigos Ngati Maniapoto y Waikato. Se había ocultado en una cueva donde se guardaba comida. Cuando salió, se encontró con un jefe amigo suyo llamado Te Whareangi («El hombre peludo»).
La World Rugby difundió una versión del «Ka Mate» realizada por los All Blacks. Se inicia con una serie de órdenes del líder al resto del equipo (Escuchen cuidadosamente, Prepárense, Firmes...), a cada una de las cuales el grupo responde con gritos de aceptación. Una vez que todo el grupo se encuentra en posición, comienza el haka propiamente dicho, cantando solo la parte final de la versión original de «Ka Mate»:

Taringa wakarongo! (Líder)
Uhhhhh (Grupo)
Kia rite! (Líder)
Uhhhhh (Grupo)
Kia rite! (Líder)
Uhhhhh (Grupo)
Kia Mau! (Líder. El grupo se pone en posición)
Ringa ringa pakía! (Líder)
Waewae takahía, kia kino nei hoki! (Líder)
Kia kino nei hoki! (Todos)
[Comienza la haka propiamente dicha, con el canto y el baile grupal]
Ã ka mate, ka mate ka ora, ka ora
Ã ka mate, ka mate ka ora, ka ora
Tēnei te tangata pũhuruhuru
Nãna nei i tiki mai
Whakawhiti te rã
Ã upane
Ka upane
Ã upane, ka upane
Whiti te rã
Uhhhhhhhhhhhhh.
¡Escuchen cuidadosamente! (Líder)
Uhhhhh (Grupo)
¡Prepárense! (Líder)
Uhhhhh (Grupo)
¡Prepárense! (Líder)
Uhhhhh (Grupo)
¡Firmes! (Líder. El grupo se pone en posición)
¡Golpeen sus manos contra sus caderas! (Líder)
¡Den pisotones lo más fuerte que puedan! (Líder)
¡Lo más fuerte que puedan! (Todos)
[Comienza la haka propiamente dicha, con el canto y el baile grupal]
¿Moriré? ¿Moriré? ¿Viviré? ¿Viviré?
¿Moriré? ¿Moriré? ¿Viviré? ¿Viviré?
Este es el hombre peludo
Que ha traído el sol
Y lo ha hecho brillar.
¡Un paso hacia arriba!
¡Otro paso hacia arriba!
¡Un paso hacia arriba, otro paso hacia arriba!
¡El sol brilla!
Uhhhhhhhhhhhhh.

#### Haka«Kapa O Pango» (All Blacks)
Antes de un partido del Tres Naciones contra Sudáfrica el 28 de agosto de 2005 en Dunedin, los All Blacks introdujeron de forma inesperada un nuevo haka, el «Kapa O Pango». La expresión maorí «Kapa O Pango» significa literalmente «Equipo de Negro», u «All Blacks». Al ser presentado bajo la dirección del capitán del equipo de Tana Umaga, la coreografía incluyó un gesto del pulgar en la garganta, que fue interpretado por muchos como una acción de degüello, dirigida al equipo contrario. Los All Blacks ganaron el partido 31-27.
La letra de «Kapa O Pango», a diferencia de «Ka Mate», fue escrita para describir a los All Blacks y lo que significa formar parte de ese equipo. Hace referencia explícita a «Nueva Zelanda» y a los guerreros del «helecho de plata», emblema de la nación. Este haka fue escrito por Derek Lardelli del clan maorí de los Ngati Porou. Un comunicado de prensa de la Unión de Rugby de Nueva Zelanda declaró que el «Kapa o Pango» fue preparado durante un año, y para su creación fueron consultados muchos expertos en la cultura maorí. La unión neozelandesa lo considera como un complemento del «Ka Mate», antes que un reemplazo, ya que fue creado para ser utilizado solo en «ocasiones especiales».
La letra dice lo siguiente:

Taringa wakarongo! (Líder)
Uhhhhh (Grupo)
Kia rite! (Líder)
Uhhhhh (Grupo)
Kia rite! (Líder)
Uhhhhh (Grupo)
Kia Mau! (Líder. El grupo se pone en posición)
Kia-a wahaka-whenua au i a-hau! (Líder)
Hi! Au-e, Hi!
Ko Aotearoa e ngu-ngu-ru nei! (Líder)
Au, au, au-ë Ha! (Grupo)
Ko kapa o pango e ngu-ngu-ru nei! (Líder)
Au, au, au-ë Ha! (Grupo)
 I ahaha!
Ka tū te ihi-ihi! (Grupo)
Ka tū te wana-wana! (Grupo)
Ki runga ki te rangi! (Grupo)
E tū ilho nei! (Grupo)
Tū ilho nei! Hi! (Grupo)
Ponga rä! (Líder)
 Kapa O Pango! (Grupo)
Au-e, Hi! (Grupo)
Ponga rä! (Líder)
Kapa O Pango! (Grupo)
Au-e, Hi! (Grupo)
¡Ahhh! (Grupo)
¡Escuchen cuidadosamente! (Líder)
Uhhhhh (Grupo)
¡Prepárense! (Líder)
Uhhhhh (Grupo)
¡Prepárense! (Líder)
Uhhhhh (Grupo)
¡Firmes! (Líder. El grupo se pone en posición)
¡Déjame ser uno con la tierra! (Líder)
Hi! Au-e, Hi!
¡Aquí retumba Nueva Zelanda! (Líder)
Au, au, au-ë Ha! (Todos)
¡Aquí retumban los All Blacks! (Líder)
Au, au, au-ë Ha! (Todos)
¡I ajajá! (Líder)
¡Levanten la vista frente al miedo! (Grupo)
¡Levanten la vista frente al terror! (Grupo)
¡Hacia el cielo sobre nosotros! (Grupo)
¡Levántate ahora! (Grupo)
¡Levántate! ¡Si! (Grupo)
¡Helecho de plata! (Líder)
¡All Blacks! (Grupo)
 Au-e, Si! (Grupo)
¡Helecho de plata! (Líder)
¡All Blacks! (Grupo)
Au-e, Si! (Grupo)
¡Ahhh! (Grupo)

### Black Ferns (mujeres)

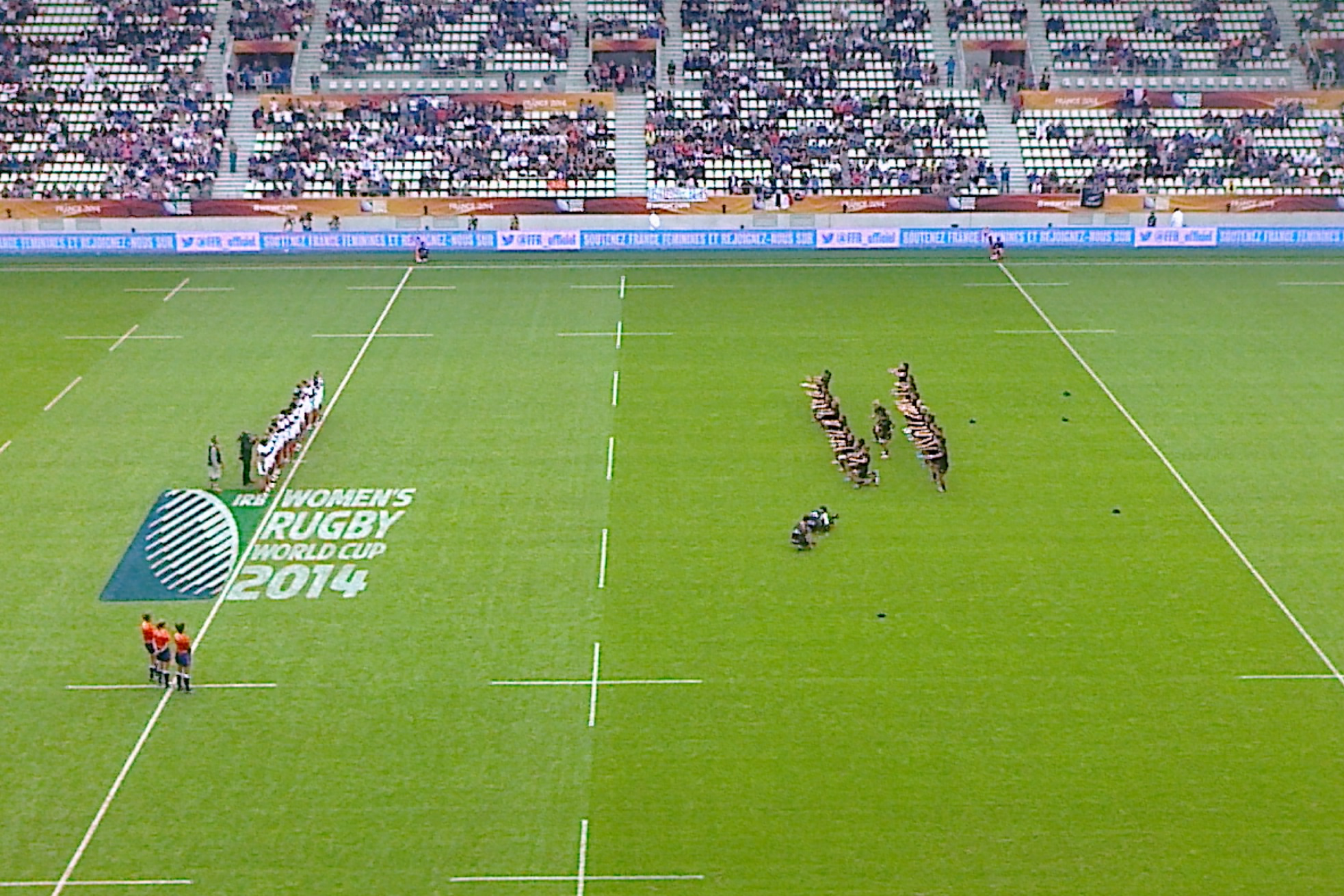
Las Black Ferns ejecutando el haka, durante el Campeonato Mundial de 2014.

De manera similar al rugby masculino, la selección de rugby femenina de Nueva Zelanda interpreta un haka antes de cada encuentro internacional. Inicialmente las Black Ferns interpretaban un haka tradicional, titulado «Ka Panapana», que pertenecía a la iwi Ngati Porou, la segunda más populosa en la cultura maorí. Pero más recientemente, las Black Ferns decidieron cambiar el haka por otro que representara a la cultura maorí en su conjunto, titulado «Ko Uhia Mai» (¡Que se sepa!), escrito especialmente por Whetu Tipiwai para el seleccionado femenino de rugby.
La letra dice lo siguiente:

A uhia mai
Ko wai nga Hine
Ko wai nga Hine
Ko nga Mamaku e ngunguru nei
Ko Hineahuone, Ko Hinetitama Ko Hinenui te po
Ki te whaiao, ki te ao marama e
Hi a haha
Mauri ki te rangi
Me te whenua
Nga kapua whakapipi
Mai nga Maunga titia e
Hi a haha
He tia he tia
Te Moana nui–a–Kiwa
Mai nga topito
Ki nga moutere
O te ao whanui e
Hi a haha
Tumai ra koe
Te mana wahine
Te Wharetangata
Nga Mamaku o Aotearoa
He tia he tia. He ranga he ranga
Haere mai te toki
Haumi ee, hui e
Taiki ee
Hi
¡Qué se sepa!
¿Quienes son estas mujeres?
¿Quienes son estas mujeres?
¡Es el rugido de las Black Ferns!
Venimos de Hineahuone, Hinetitama y Hinenui
Para transferir desde el paraíso al mundo del rayo
Jai a jaja
La fuerza de la vida viene de abajo
La fuerza de la vida viene de abajo (Tierra)
Las nubes agrupadas
Las montañas que atraviesan el cielo
Jai a jajá
¡Vamos!
¡Hacia los mares!
Desde los rincones de la isla
Hacia las islas vecinas
Y todo el mundo
Jai a jajá
Pónganse de pie, altas y orgullosas
Mujeres de fuerza
Que harán fructificar el futuro
Las Black Ferns (Helechos de Plata) de Nueva Zelanda
¡Levántense y avancen!
Cuando los desafíos lleguen
Estaremos juntas y unidas
Fuerza unida. Así se hará.
Jai!

## Elhakadesafiado por los rivales
Algunas veces, el haka es desafiado por los rivales de los All Blacks. En 1989, en Lansdowne Road, la selección de Irlanda fue avanzando a medida que los All Blacks hacían el haka hasta, literalmente, invadir la zona en que ellos estaban desarrollando el baile, poniéndose frente a ellos incluso con gritos.
También, en el Mundial del 2003 el seleccionado de Tonga desarrolló su haka nativo, el «Sipi Tau», al mismo tiempo que los All Blacks realizaban el «Ka Mate».
En la Copa del Mundo de Rugby 2007, la selección francesa se plantó de frente, a solo un metro de distancia de los neozelandeses, cuando se disponían a hacer el haka y los miraron cara a cara durante todo el ritual, donde las cámaras concentraron su atención en la mirada desafiante del tercera línea galo Sébastien Chabal.
La selección de Gales también ha desafiado el haka. En un test match realizado en 2008 en el Estadio Milenium de Cardiff, estos se quedaron plantados en el campo, desafiando a los All Blacks después de que ejecutaran el «Kapa O Pango», y la selección neozelandesa respondió el desafío haciendo lo mismo. Después de un minuto y medio, y debido a un llamado de atención del árbitro del partido, quienes se fueron primero a moverse para ir a calentar fueron los All Blacks.
Otra recordada oportunidad en que los All Blacks fueron desafiados en el haka fue en la final de la Copa Mundial de Rugby de 2011. Los franceses avanzaron en forma desafiante a la línea divisoria del campo mientras los All Blacks realizaban el «Kapa O Pango», motivo por el cual la International Rugby Board multó a la selección francesa.
El más reciente desafío ocurrió en el marco del Mundial de Rugby 2019, en el partido de semifinales contra la Selección de Inglaterra, quienes formaron una V en la mitad del terreno mientras los All Blacks realizaban el Kapa O Pango, mostrando ante las cámaras la risa del capitán inglés Owen Farrell. El conjunto de la Rosa recibió una multa de 2000 libras por traspasar la línea divisoria del campo mientras los All Blacks realizaban el haka. Esto abrió el debate en algunos aficionados del rugby sobre la necesidad de prohibir estos rituales haka antes de cada partido, para evitar así los actos de provocación de parte del equipo rival.

## Danzas tribales de otras islas polinesias
Otras selecciones polinesias cuentan con danzas similares:
- Selección de rugby de Tonga: Sipi Tau[39]
- Selección de rugby de Samoa: Siva Tau[40]
- Selección de rugby de Fiyi: Cibi[41]
- Selección de rugby y Selección de fútbol de Isla de Pascua: Hoko[42][43]